# Струмишки окръг
Струмишкият окръг е бивша административно-териториална единица в България, съществувала от 1913 до 1919 година.
Окръгът е учреден на 7 септември 1913 година със заповеди № 781 и № 811 на Министерството на вътрешните работи и народното здраве на територията на частта от Македония, която остава в България по Букурещкия договор, сложил край на Междусъюзническата война. Околиите на Струмишкия окръг са шест:
- Горноджумайска околия
- Мелнишка околия
- Мехомийска околия
- Неврокопска околия
- Петричка околия
- Струмишка околия

Според Ньойския договор от 1919 година Струмишката околия заедно с част от Петричката трябва да се предаде на Кралството на сърби, хървати и словенци, което става в 1920 година. На 22 февруари 1920 година е учреден Петричкият окръг.